# 数原晋
数原 晋（かずはら しん、本名：すすむ、1946年9月13日 - 2021年4月）は、日本のトランペッター。岡山県出身。

## 略歴
中学2年の頃、中学にブラスバンド部が出来た事をきっかけにトランペットを始める。高校時代には1962年の岡山国体の式典でファンファーレを演奏する。高校卒業後、一旦は楽器メーカーに就職するもすぐ退社、キャバレーのバックバンドのアルバイトで得た収入を元に国立音楽大学に進む。北村源三に師事。国立音楽大学には、高校時代の後輩である吉田憲司と一緒に入学。吉田卒業後も東京ユニオン、スタジオ、ステージで長年仕事をする。
大学入学後にプロに転向（大学は中退）。高橋達也と東京ユニオン、宮間利之とニューハード、原信夫とシャープス&フラッツ、前田憲男とウィンドブレーカーズなどのビッグバンド（シャープス&フラッツ、ウィンドブレーカーズなどではリードトランペットを担当）を経てスタジオ・ミュージシャンに転向する。スタジオ・ミュージシャンとしての活動範囲は演歌、ポップス、クラシック音楽、ジャズ、フュージョン等ジャンルを問わず、多くの音楽家の作品に参加している。現在活動中の演奏者の中にも、数原の指導がプロとしての本格的な活動のきっかけになった者も少なくない。数多のテレビ番組・アニメーションのBGMでも演奏を手がけており、クレジットでの記載は少ないものの、耳にする機会は多かった。
1988年には自身がリーダーとなったビッグバンド「TOKYO ENSEMBLE LAB」（トーキョー・アンサンブル・ラボ）を結成、同年7月21日には角松敏生をエグゼクティブ・プロデューサーに迎えた1stアルバム『Breath From The Season』、1992年には2ndアルバム『SIDEWINDER』をそれぞれ発表している。1997年に発表されたソロ・アルバム『Trumpet Major』では、作曲・編曲のみならず複数のトランペットパートを一人で多重録音している。
晩年は体調を崩したことから第一線を退いており、親交の深かった角松敏生のレコーディングへの参加やディキシーランド・ジャズのバンドに趣味で参加する程度だったという。
2021年4月に死去。同年4月中旬から連絡が取れなくなったため知人が自宅を訪問すると、管理人から「（訪問の）少し前に死亡し、親族が遺品を整理しに来た」との説明を受けたという。74歳没。訃報が伝えられた週である5月14日に放送された『金曜ロードショー』では、数原への追悼として1985年の放送開始当初から1997年3月まで用いられた初代オープニング（数原の演奏する「フライデーナイト・ファンタジー」を用いたバージョン）が使用された。

## 主な演奏

### テレビドラマテーマ曲
- 必殺シリーズ
- ロス市警アジア特捜隊（大野克夫作曲）
- 大追跡（大野雄二作曲）
- 探偵物語（大谷和夫作曲）
- 大激闘マッドポリス'80（大野雄二作曲）
- はぐれ刑事純情派（甲斐正人作曲）
- 刑事物語'85（羽田健太郎作曲）
- 北の国から（さだまさし作曲）
- 代表取締役刑事（服部隆之作曲）
- プロハンター（竹田和夫作曲）

### その他テレビ番組テーマ曲
- 金曜ロードショー「フライデー・ナイト・ファンタジー」（ピエール・ポルト作曲、トランペット・ソロパート担当）
- ANNニューステーマ（通称「パッパヤーバージョン」、宮川泰作曲）[注釈 2]
- コメディーお江戸でござる
- アメリカ横断ウルトラクイズ[注釈 3]（メイナード・ファーガソン演奏のアレンジバージョン、第16回で使用）
- はなきんデータランド（TOKYO ENSEMBLE LAB「Blue Skies」）

### アニメーション作品劇伴・挿入歌等
※大野雄二・田中公平が音楽を担当した作品には数多く参加している。
- 大野雄二作品
  - ルパン三世 TV・映画シリーズ
  - 学園戦記ムリョウ
  - キャプテン・フューチャー
- 田中公平作品[6]
  - サクラ大戦シリーズ
  - ONE PIECE（主題歌「ウィーアー!」担当）
  - 宇宙刑事シャイダー（「シャイダーブルー」渡辺宙明作曲楽曲の編曲）
- 久石譲作品
  - 天空の城ラピュタ（パズーが「ハトと少年」を吹くシーンを担当）
  - となりのトトロ
  - 魔女の宅急便
  - 紅の豚
- その他
  - 機動戦士ガンダム（松山祐士作曲「颯爽たるシャア」のソロ）
  - 伝説巨神イデオン
  - シティーハンター（矢野立美作曲）
  - 劇場版カードキャプターさくら（根岸貴幸作曲）
  - さよなら絶望先生（長谷川智樹作曲）
  - スペースコブラ

### その他の演奏
- EPO「Would You Dance With Me?」Flugel Horn Solo
- ORIGINAL LOVE「朝日のあたる道」
- 角松敏生「スカイ・ハイ (TAKE YOU TO THE SKY HIGH)」「Ramp In」「Realize」他多数
- 西城秀樹『TWILIGHT MADE …HIDEKI』（トランペット奏者）
- ザ・ヒットパレード〜ショウと私を愛した夫〜（ミュージカル・宮川彬良作曲）
- サマー・ナーヴス「THEME FOR "KAKUTOUGI"」（坂本龍一&カクトウギセッション、トランペット担当）
- 刀根麻理子「夜からの旅立ち～フライデーナイト・ファンタジー～」（金曜ロードショーのテーマ曲「フライデーナイト・ファンタジー」の編曲作品に刀根本人が日本語のオリジナル歌詞を付け歌唱。数原はトランペット演奏）
- ニュー・サウンズ・イン・ブラスシリーズ（吹奏楽のポップス、ジャズ等の曲集の録音にゲスト・ミュージシャンとして『颯爽たるシャア』『ルパン三世』『はぐれ刑事純情派』など実際に演奏した曲のソロを披露）
- ニンテンドー ゲームキューブ用ソフト スターフォックス アサルト（スターウルフのテーマ）
- B'z「hole in my heart」ブラス
- 服部克久「音楽畑シリーズ」（ジプシー・ローズ、コスタリカ・ハイウェイ、キャメル・ウォーク、ミッドナイト・ブルー等）
- 羽田健太郎「おしゃれポップス」（追憶、ミスター・ロンリー、慕情等）
- PINK CLOUD「B B JOKE」
- 松任谷由実「夢の中で〜We are not alone, forever」フリューゲル・ホルン
- 山下達郎「バラ色の人生〜ラヴィアンローズ」（Whistle=口笛を担当）
- L'Arc〜en〜Ciel「I Wish」トランペット
- 鷺巣詩郎「中央競馬札幌函館重賞競争ファンファーレ」ピッコロトランペット
- 渡辺美里「センチメンタル カンガルー」

### ブラス編曲
- 中山美穂「You're My Only Shinin' Star」
- Fayray「YURA・YURA〜Vibration」
- 古内東子「すべてには理由がある」、「最後の曲」
- 小泉今日子「NUDIST」、「教会の前で」

## テレビ出演
- どれみふぁワンダーランド（NHK BS2）
- ときめき夢サウンド 1994年4月10日から1998年3月29日まで（NHK総合）

## ディスコグラフィー

### アルバム
1. Trumpet Major（1997年4月3日）VAP

## TOKYO ENSEMBLE LAB

### メンバー
- 数原晋（トランペット）
- 荒木敏男（トランペット）
- 河東伸夫（トランペット）
- 菅坡雅彦（トランペット）
- 平原まこと（アルト&バス・サクソフォーン）
- 小池修（アルト&バスサクソフォーン）
- 大森明（アルト・サクソフォーン）
- 金城寛文（テナー・サクソフォーン）
- 広津誠（テナー・サクソフォーン）
- 西山健治（トロンボーン）
- 平内保夫（トロンボーン）
- 清岡太郎（トロンボーン）
- 岡田澄雄（バストロンボーン）
- 佐藤潔（チューバ）
- 美野春樹（ピアノ）
- 大久保明（ギター）
- 加瀬達（ベース）

### シングル
1. LADY OCEAN（1988年6月1日）
  - JT MILD SEVEN FK CMソング
2. BLUE SKIES

### アルバム
1. Breath From The Season（1988年7月21日 / M32D-1002）
| #         | タイトル                           | 作詞      | 作曲          | 編曲     | 時間 |
| --------- | ---------------------------------- | --------- | ------------- | -------- | ---- |
| 1.        | 「Lady Ocean」                     |           | 角松敏生      | 角松敏生 | 4:37 |
| 2.        | 「Junky Express」                  |           | 数原晋        | 清水信之 | 3:12 |
| 3.        | 「Nica's Dream（英語版）」         |           | Horace Silver | 前田憲男 | 7:25 |
| 4.        | 「Nobady Can Do It ～ 哀愁のニニ」 |           | 数原晋        | 林有三   | 5:25 |
| 5.        | 「Angel Flight ～ Like An Angel」  |           | 清水信之      | 清水信之 | 6:34 |
| 6.        | 「Blue Skies」                     |           | Irving Berlin | 鷺巣詩郎 | 4:51 |
| 7.        | 「Deja-Blues」                     |           | 小池修        | 小池修   | 6:45 |
| 8.        | 「Morning After Lady」             |           | 角松敏生      | 角松敏生 | 6:20 |
| 9.        | 「Morning After Lady (Reprise)」   |           | 角松敏生      | 数原晋   | 3:24 |
| 合計時間: | 合計時間:                          | 合計時間: | 合計時間:     | 48:33    |      |
2. SIDEWINDER（1992年8月5日 / BVCR-91）